# Ratin, Sălaj
Ratin este un sat în comuna Crasna din județul Sălaj, Transilvania, România.

## Istoric
Prima atestare documentară a satului Ratin datează din anul 1259 sub numele de terra Rathon.